# High Risk (album)
High Risk is het veertiende muziekalbum van de fluitist Tim Weisberg. Het verscheen op het platenlabel Desert Rock, dat niet verder is gekomen dan catalogusnummer 1, het is waarschijnlijk een privélabel van Weisberg zelf. Het album laat horen dat Weisberg zich heeft aangepast aan de muziekstijl van de jaren 80, zonder zijn eigen stijl te verloochenen. Het klinkt wat poppier dan zijn eerdere albums. Het is opgenomen in diverse muziekstudio's in Californië. Belangrijkste coëfficiënt op dit album is Jeff Silverman in de gedaante van gitarist, producer en arrangeur. De elpee verscheen in 1985; de compact disc op 21 januari 1993.

## Musici
- Tim Weisberg – dwarsfluit, altfluit, basfluit, synthesizers, percussie.
- Jeff Silverman – gitaar, synthesizer, zang op 6
- Scott Emmerman – ritmegitaar, synthesizer
- Mark le Vang, Eric Pershing, David Benoit, Jeff Rona, Phil Shenale, Tim Aller, Gave Katona, Kimo Cornwall – keyboards
- Charles Barnes – basgitaar
- Gale Lopata – zang op 5

## Composities
1. Passion ( A. Anastasia, Silverman)
2. Hang time (E. Emmerman)
3. Take the time (le Vang, Silverman)
4. Kittyhawk (D. DeSouza,Emmerman)
5. You’ve got to know (Silverman, J. Lombardo)
6. Rio Tropico (Lopata, D. Lieberman, Silverman)
7. Naked truth (Shenale, Silverman)
8. High risk (Todd Robinson, Benoit, Weisberg)
9. Heartchild (Silverman, le Vang)
10. Say what (Emmerman, Silverman)

De hoes laat een van de hobby’s van Weisberg zien: vliegen.
Dreamspeaker · High Risk · Hurtwood Edge · Listen To The City · Live at Last · Naked Eyes · Night-Rider! · No Resemblance Whatsoever · Outrageous Temptations · Party Of One · Rotations · Smile! The best of Tim Weisberg · Time Traveler · Tim Weisberg · Tim Weisberg 4 · Tim Weisberg Band · Tip Of The Weisberg · Traveling Light · Twin Sons of Different Mothers · Undercover